# Paul Carpenter Standley
Paul Carpenter Standley, född den 21 mars 1884 i Avalon, Missouri, död den 2 juni 1963 i Tegucigalpa, Honduras, var en amerikansk botaniker.
Standley forskade i västra Nordamerika och Centralamerika (speciellt i Guatemala). Han samlade växter från Nya Världens flora. Standley intresserade sig särskilt för Pteridophyta (ormbunksväxter), Bryophyta (bladmossor), och Spermatophytes (fröväxter). Han namngav 5 712 arter.

## Karriär
Paul Carpenter Standley utbildade sig vid Drury College i Springfield, Missouri, och därefter vid New Mexico State College i Las Cruces, New Mexico. Han tog sin kandidatexamen 1907 och erhöll en masterexamen (M.Sc.) från New Mexico State College året därpå.
Under åren 1908–1909 tjänstgjorde han som assistant i biologi vid samma högskola. År 1909 började han arbeta som botaniker vid U.S. National Museum vid Smithsonian Institution, en befattning han innehade fram till 1928. Därefter var han verksam som botaniker vid Field Museum of Natural History i Chicago från 1929 till 1950.
Efter sin tid i Chicago fortsatte Standley sitt arbete i Centralamerika. Mellan 1950 och 1956 var han knuten till Escuela Agricola Panamericana i Honduras. Han pensionerades från sin tjänst där 1957, men flyttade året därpå till Tegucigalpa, där han fortsatte sitt botaniska arbete fram till sin död.

## Publikationer
- The Allioniaceae of the United States with notes on Mexican spices Washington, D.C. 1909
- The type localities of plants first described from New Mexico Washington, D.C. 1910
- The Allioniaceae of Mexico and Central America Washington, D.C. 1911
- The grasses and grasslike plants of New Mexico Medförfattare Elmer Ottis Wooton 1912
- Three new plants from Alberta Washington, D.C. 1912
- A new leather flower from Illinois Washington, D.C. 1912
- Wootonella, a new genus of Carduaceae Washington, D.C. 1912
- The North American species of Nymphaea Washington, D.C. 2012
- Description of new plants. (förhandsrapport om pågående arbete med Mexikos flora. Medförfattare Elmer Ottis Wooton.) 1913
- Five new plants from New Mexico Washington, D.C. 1913
- Studies of tropical American phanerogams (Tre delar) Washington, D.C. 1914 – 1919
- The genus Arthrocnemum in North America 1914
- Flora of Mexico. Medförfattare Elmer Ottis Wooton. 1915
  - (Nytryck faksimil 1972.)
- The application of the generic name Achyantes Washington, D.C. 1915
- The North American tribes and genera of Amaranthaceae Washington, D.C. 1915
- The genus Espletia 1915
- Fungi of Mexico 1916
- Tidestromia, a new generic name Washington, D.C. 1916
- Ammocodon, a new genus Allioniaceae, from the Southwestern United States 1916
- New East African plants Washington, D.C. 1917
- The Mexican and Central American species of Ficus Washington, D.C. 1917
- The Chenopodiaceae of the North American flora 1917
- Six new species of trees and shrubs from Mexico Washington, D.C. 1918
- Flora of the District of Columbia and vicinity. Medförfattare Albert Spear Hitchcock. 1919
- Six new species of plants from Mexico Washington, D.C. 1920

- Trees and shrubs of Mexico Washington, D.C. 1920 – 1926 (Fem delar, drygt 1 700 sidor)
  - Faksimilutgåva Washington, D.C. 1967
- Flora of Glacier National Parc, Montana (19 fotografier) Washington,. D.C. 1921
  - Faksimilutgåva 1969
- Ten new species of trees from Salvador 1923
- New species from Salvador 1923
- Nine new species from Central America 1924
- Eight new species from Mexico 1924
- The genus Forchammeria 1924
- Orchid collecting in Central America Washington, D.C. 1925
- Lista preliminar de las plantas de El Salvador Medförfattare Salvador Calderón 1925
  - Suplemento
  - 2 Suplemento (11 illustrationer) 1927
- New plants from Chiapas collected by C. A. Purpus 1926
- The genus of Calatola 1926
- The Costa Rican species of Ilex 1926
- The ferns of Barro Colorado Island 1927
- Plants of Glacier National Park Washington, D.C. 1927
- The flora of Barro Colorado Island (Panama) Washington, D.C. 1927
  - Supplement 1929
  - Slutlig utgåva 1933
- Flora of the Panama Canal Zone Washington, D.C. 1928 (Faksimilutgåva 1968)
- Studies of American plants I – XI (11 rapporter) Chicago 1929 – 1940
- The Rubiaceae of Colombia, Chicago 1930
- Flora of Yucatan, Chicago 1930
- Flora of the Vancetilla Valley, Honduras, Chicago 1931
- The Rubiaceae of Equador, Chicago 1931
- The Rubiaceae of Bolivia, Chicago 1931
- The Rubiaceae of Venezuela, Chicago 1931
- New plants from British Honduras (Förhandstryck 1932)
- New plants from the Yucatan peninsula. Washington, D.C. 1935
- The forests and flora of British Honduras, Chicago 1936
- Flora of Costa Rica, Chicago 1937 – 1940, 1 616 sidor
- Flora de Costa Rica, San José 1937 – 1940 [3]

## Eponymer
- Standleya Brade, 1832
- Standleycanthus Leonard, 1952
- Standleyanthus R.M.King & H.Rob., 1971

Många arter lär sedermera fått namn med anknytning till dessa eponymer, bl a:
- (Rubiaceae)
- Standleya erecta Brade
- Standleya glomerulata J.G.Jardim & C.B.Costa
- Standleya kuhlmannii Brade
- Standleya limae Brade
- Standleya prostrata (K.Schum.) Brade
- (Asteraceae)
- Standleyanthus triptychus (B.L.Rob.) R.M.King & H.Rob.

Auktorsnamnet Standl. kan användas för Paul Carpenter Standley i samband med ett vetenskapligt namn inom botaniken; se Wikipediaartiklar som länkar till auktorsnamnet.